# بن ماركوس
بن ماركوس (بالإنجليزية: Ben Marcus)‏ (11 أكتوبر 1967، شيكاغو في الولايات المتحدة)؛ مؤلف، كاتب وروائي أمريكي.